# Nikephoros (Zeitschrift)
Nikephoros. Zeitschrift für Sport und Kultur im Altertum ist eine wissenschaftliche Zeitschrift auf dem Gebiet der Altertumswissenschaften.
Nikephoros verbindet philologische, historische und archäologische Studien zum Sport der ganzen Alten Welt (Prähistorische Kulturen, altorientalische und altägyptische Kulturen, alte Kulturen des Mittelmeerraums, Klassische Antike, Spätantike, byzantinische Welt und der Rezeptionsgeschichte im Humanismus und in der Neuzeit). Im Mittelpunkt der Zeitschrift steht dabei immer der jeweilige Sport in allen seinen athletischen und musischen Formen und seiner Einbettung in Religion, Kultur, Politik, Recht, Erziehung und Alltagsleben.
Nikephoros erscheint seit 1988 jährlich in einem Band bei Weidmann. Als Herausgeber fungieren Paul Christesen, James G. Howie, Christian Mann, Zinon Papakonstantinou, Robert Rollinger, Wolfgang Spickermann, Werner Petermandl und Ingomar Weiler, vormals auch Christoph Ulf, Joachim Ebert, Wolfgang Decker, Ulrich Sinn und Peter Mauritsch sowie als institutionelle Herausgeber das Institut für Antike, FB Alte Geschichte und Epigraphik der Universität Graz, das Institut für Alte Geschichte und Altorientalistik der Universität Innsbruck und das Institut für Sportgeschichte der Deutschen Sporthochschule Köln. Die Redaktion ist am Institut für Antike der Karl-Franzens-Universität Graz, namentlich bei Werner Petermandl angesiedelt. Neben der Zeitschrift werden auch Beihefte herausgebracht. Die Publikationssprachen sowohl der Aufsätze als auch der Beihefte sind Deutsch, Englisch, Französisch und Italienisch.

## Wissenschaftlicher Beirat
Der wissenschaftliche Beirat der Zeitschrift besteht aus Paola Angeli Bernardini, Nigel B. Crowther, Frank Förster, Fernando García Romero, Sotiris G. Giatsis, Mark Golden, Volkert Haas, Michael Herb, Hugh M. Lee, Stephen G. Miller, Ioannis Mouratidis, Vera Olivová, Henri Willy Pleket, Michael B. Poliakoff, Paavo Roos, Thomas F. Scanlon, Peter Siewert, Jean-Yves Strasser, Jean-Paul Thuillier, Panos D. Valavanis, Christian Wallner, Steffen Wenig und David C. Young.
Frühere Mitglieder des wissenschaftlichen Beirats waren Heribert Aigner (1988–2015), Peter Frisch (1988–2015), Egon Maróti (bis 2012) und Reinhold Merkelbach (1988–2006).